# Dan Sjöblom
Dan Sjöblom, född 1964, är en svensk ämbetsman, som sedan den 1 februari 2017 är generaldirektör och chef för Post- och telestyrelsen (PTS).
Sjöblom var mellan 2009 och 2017 generaldirektör för Konkurrensverket. Innan dess var han handläggare på Näringsfrihetsombudsmannen som 1992 gick upp i den då nyinrättade myndigheten Konkurrensverket. På Konkurrensverket blev Sjöblom biträdande avdelningschef för förvärvsavdelningen. Därefter har han innehaft olika befattningar vid Europeiska kommissionens generaldirektorat för konkurrensfrågor, bland annat som enhetschef.